# Radikal 21
Das Radikal 21 mit der Bedeutung „Löffel“ ist eines von 23 traditionellen Radikalen der chinesischen Schrift, die mit zwei Strichen geschrieben werden.
Mit 6 Zeichenverbindungen in Mathews’ Chinese-English Dictionary kommt es nur sehr selten im Lexikon vor. Manche moderne Wörterbücher wie das Xinhua-Wörterbuch führen 匕 erst gar nicht mehr als Radikal.

Das Zeichen ist ähnlich dem Katakanazeichen ヒ „hi“.

In manchen Zeichensätzen ähnelt Radikal 21 匕 (U+5315) sehr dem Zeichen 七 (U+4E03) für die Zahl sieben.
Das Urzeichen des Radikals war der Vorgänger von 妣 (= weiblich), einer Kombination aus dem Radikal 38 女 (= Frau) und 比 als Lautträger, das später „verstorbene Mutter“ bedeutete.
Das Zeichen 匕 verwandelte auf den Orakelknochen Begriffe in eine weibliche Form, indem es Zeichen wie 马/馬 (= Pferd), 羊 (= Schaf), 猪 (= Schwein) beigefügt wurde. Bei 牝 (牛 = Rind + 匕 weiblich) ist das heute noch der Fall: 牝马/牝馬 (= Stute).
Das Radikal wird auch mit seiner Bedeutung Löffel erklärt, zumal es bisweilen noch so eingesetzt ist, zum Beispiel in:
| Zeichen | Erklärung                                                            |
| ------- | -------------------------------------------------------------------- |
| 匙      | kleiner Löffel, mit 匕 = Löffel als Sinnträger und 是 als Lautträger |

Diese Bedeutungen hat 匕 aber heute weitgehend verloren und ist stattdessen zu einer allgemeinen Komponente geworden wie zum Beispiel in den modernen chinesischen Kurzzeichen
- 旨 (= Ziel) oder
- 它 (= es).

Auch der rechte Bestandteil in 化 (= verändern) hat nichts mit 匕 in seiner ursprünglichen Bedeutung zu tun.
Im Zeichen 北 bedeutet es Norden, Nord, nördlich, nordwärts: 北京 „Nördliche Hauptstadt“ (Peking).

## Schriftzeichenverbindungen, die vom Radikal 21 regiert werden
| Striche | Zeichen |
| ------- | ------- |
| +0      | 匕      |
| +02     | 化      |
| +03     | 北      |
| +09     | 匘 匙   |

 Im Unicodeblock Kangxi-Radikale ist das Radikal 21 unter der Codepointnummer 12.052 (U+2F14) codiert.